# デイヴィッド・カヴァデール
デイヴィッド・カヴァデール（David Coverdale、1951年9月22日 - ）は、イングランド出身、アメリカ合衆国籍（2007年3月帰化）のロックミュージシャン、シンガーソングライター。身長179cm。
ハードロックバンド『ディープ・パープル』の3代目ヴォーカリストとして活動。脱退後にHR/HMバンド『ホワイトスネイク』を結成し、長年にわたり主宰を務めている。

## 略歴
イングランド中部のヨークシャーに生まれる。少年の頃からロックンロールに興味を持ち、1965 年に「ヴィンテージ 67」というセミプロのバンドを結成した。ヴィンテージ67はディープ・パープルの前座を務めたこともあったが、その後解散。彼はブティックの店員をしながら音楽活動を続けた。
1973年、たまたま見たディープ・パープルのヴォーカリスト募集の広告に応募。オーディションでビートルズの「イエスタデイ」を歌い、リッチー・ブラックモア達に気に入られ合格。イアン・ギランの後任の3代目ヴォーカリストとして、第3期ディープ・パープルでデビューした。
1976年、第4期ディープ・パープルの状況に絶望を感じて脱退し、ソロ･アルバムを2枚製作。1977年に「ホワイトスネイク」を結成。翌年には元ディープ・パープルのキーボーディストのジョン・ロードが加入。さらに1980年には元ディープ・パープルのドラマーのイアン・ペイスが加入し、バンドのパワーを向上させた。ホワイトスネイクは、まず本国イギリスと日本で人気に火が付いた。そして1987年のアルバム『白蛇の紋章〜サーペンス・アルバス』がアメリカで大ヒットし、彼等は名実ともに世界的なスーパーグループとなった。
1993年には元レッド・ツェッペリンのギタリスト、ジミー・ペイジと共に「カヴァデール・ペイジ」としてアルバムを発表、大きな話題を呼んだ。
2000年9月、22年ぶりのソロ・アルバム『イントゥ・ザ・ライト』を発表。2002年12月に、ホワイトスネイクを再結成して、欧米ツアーを行った。2008年に、ホワイトスネイク名義のアルバム『グッド・トゥ・ビー・バッド』を発表。2011年に、アルバム『フォーエヴァーモア』を発表。2012年ラスベガスで開催されたThe Vegas Rocks! Magazine Awardsのイベントで「Lifetime Achievement in Rock N' Roll」を受賞。
2015年4月、ディープ・パープル在籍時代の曲をセルフカバーしたホワイトスネイク名義のアルバム『ザ・パープル・アルバム』を発表。
2016年、ディープ・パープルがロックの殿堂入りを果たし、カヴァデールは8名の受賞者に含まれた。

## エピソード

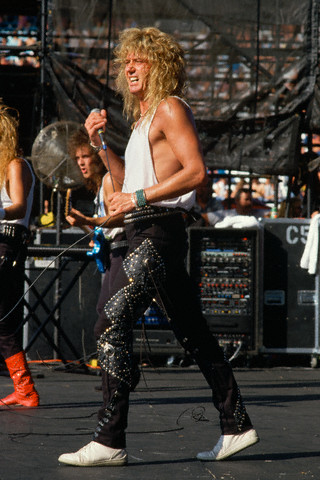
1987年当時

カヴァデールがディープ・パープル加入に際し、ダイエットし美容整形を受けることを条件にされたのは有名な話である。今でこそ男の色気を漂わして、一時はセックスシンボルとも称されたが、加入前は太って服のセンスは最悪、ニキビ面で斜視といった有様だった。ブラックモアは彼の声を気に入ったが容姿には頭を抱えた様である。一説では、彼はダイエット専門クリニックに入院させられて覚醒剤の一種であるアンフェタミンを処方されたと言われる。真偽のほどは不明。
この後も彼は美容整形を何回か行なっているようで、ホワイトスネイク時代の宣材写真を見ると頬の辺りが微妙に変わっていることがわかる。本人は美容整形の事実を隠しておらず公にしている。また1980年代の半ばより金髪に染髪しており、現在では彼の名前からは直ぐに金髪が連想されるが、ディープ・パープルやホワイトスネイク初期の写真を見ればわかる通り、本来は黒髪である。
ブラックモアとは長らく仲違いしていたが、現在は完全和解している。
2007年3月1日にアメリカ合衆国ネバダ州リノにてアメリカ国籍を取得し帰化した。
Twitter（現X）ではコラ画像、面白画像の呟きが多く、2018年2月12日にはいつもの様に画像を張り続けていたが、そのうちの一つが日本の声優、舞台女優の平野綾のコラ画像であったため、平野本人にまで知れ渡り、困惑されてしまう珍事が発生した。

## ディスコグラフィ

### ソロ
- 『ホワイトスネイク』 - White Snake (1977年)
- 『嵐の叫び』 - Northwinds (1978年)
- 『イントゥ・ザ・ライト』 - Into the Light (2000年)

### カヴァーデイル・ペイジ
- 『カヴァーデイル・ペイジ』 - Coverdale–Page (1993年)

### ディープ・パープル
- 『紫の炎』 - Burn (1974年)
- 『嵐の使者』 - Stormbringer (1974年)
- 『カム・テイスト・ザ・バンド』 - Come Taste the Band (1975年)
- 『メイド・イン・ヨーロッパ』 - Made in Europe (1976年) ※1975年ヨーロッパ公演を収録
- 『ラスト・コンサート・イン・ジャパン』 - Last Concert in Japan (1977年) ※1975年日本公演を収録
- 『ライヴ・イン・ロンドン』 - Live in London (1982年) ※1975年ロンドン公演を収録
- 『カリフォルニア・ジャム 1974』 - California Jam 1974 (1996年) ※1974年カリフォルニア・ジャムでの公演を収録
- 『紫の神技〜ライブ・イン・カリフォルニア・ロング・ビーチ・アリーナ1976』 - King Biscuit Flower Hour Presents: Deep Purple in Concert (1995年) ※1976年アメリカ公演を収録
- 『紫の昇華〜ザ・ファイナル・コンサート〜』 - Mk III: The Final Concerts (1996年) ※1975年ヨーロッパ公演を収録
- 『ライブ・イン・ジャパン1975』 - This Time Around: Live in Tokyo (2001年) ※1975年日本公演を収録
- Perks and Tit (2004年)
- 『ライヴ・イン・パリ1975』 - Live in Paris 1975 (2004年)